# Італійська комуністична партія
Італійська комуністична партія, або ІКП (італ. Partito Comunista Italiano, скорочено PCI) — партія в Італії, що існувала з 1921 по 1991. Найбільш успішна в XX столітті комуністична партія в розвиненому капіталістичному суспільстві (чисельність в 1946–1956 перевищувала 2 млн осіб, на виборах (1976) — 34,4% голосів). Орган — газета «Уніта», журнал «Рінашіта». Дотримувалась єврокомуністичної ідеології.
У 1991 ІКП перетвориться в Партію демократичних лівих сил (ПДЛС), яка вступає в Соціалістичний інтернаціонал. Більш радикальне крило партії на чолі з Армандо Коссутта створює Партію комуністичного відродження (ПКВ). Пізніше перша перетворилася в партію «Ліві демократи» (ЛД) і відмовилася від символіки ІКП, від ПКВ відкололася Партія комуністів Італії (ПКІ) і прийняла логотип, дуже схожий на логотип ІКП.
Кінцевим же підсумком перетворень ІКП стала Демократична партія, яка відмовляється навіть від соціал-демократичних установок.